# 斑鰭鱗頭鮋
斑鰭鱗頭鮋（学名：Sebastapistes mauritiana）是輻鰭魚綱鮋形目鮋亞目鮋科的其中一種，為熱帶海水魚。分布於印度太平洋東非稚馬克薩斯群島，北起琉球群島，南迄澳洲大堡礁海域，棲息深度0-10公尺，體長可達9.5公分。棲息在潮間帶外的礁石平台水域，生活習性不明。

## 扩展阅读
維基物種上的相關：斑鰭鱗頭鮋